# Хорхе Селарон

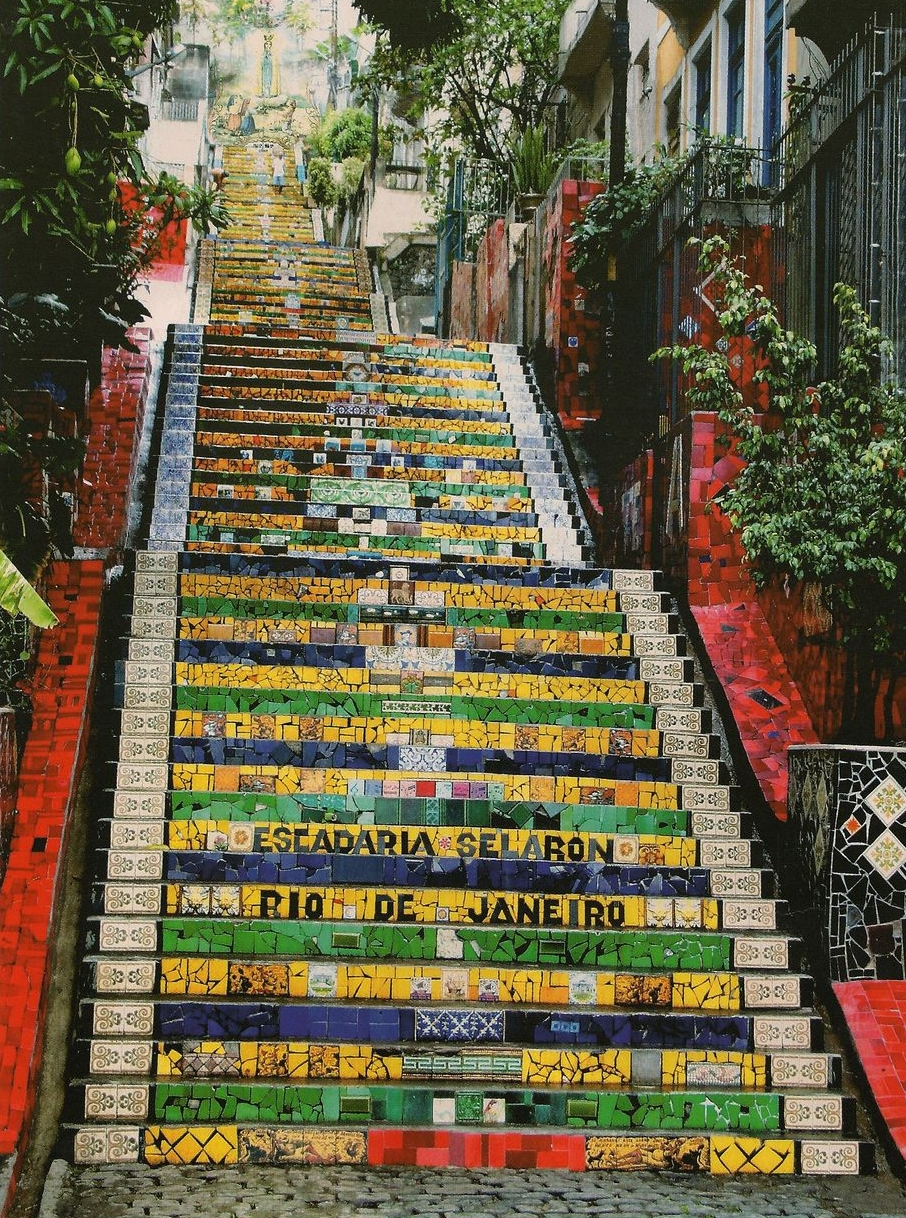
Сходи Селарона в Ріо-де-Жанейро

Хорхе Селарон (порт. Jorge Selarón, 1947, Лімаче - 10 січня 2013, Ріо-де-Жанейро) — чилійський художник і кераміст, творець знаменитих сходів в Ріо-де-Жанейро.

## Життєпис
Народився в 1947 в Чилі.
У 1983 в Ріо-де-Жанейро, в не дуже престижному місці - в районі Лапа. Став відомий публіці через прикраси сходів у 215 ступенів різнокольоровими плитками, які на честь нього стали називатися сходами Селарона. Розпочав роботу у 1990, і він щодня її прикрашав більше.
У 2005 сходи стали візитівкою Ріо-де-Жанейро, і Селарон став почесним громадянином міста Ріо-де-Жанейро. Ця робота тривала близько 20 років, поки він не помер 10 січня 2013 на сходах у віці 65 років. Основна версія смерті – самогубство.
У 2016 сходи стали частиною презентації Ріо-де-Жанейро на Олімпійських іграх.
1. ↑  https://www.cbsnews.com/news/artist-found-burned-to-death-on-top-of-his-masterpiece/